# Argas vulgaris
Argas vulgaris är en fästingart som beskrevs av Filippova 1961. Argas vulgaris ingår i släktet Argas och familjen mjuka fästingar. Inga underarter finns listade i Catalogue of Life.